# 薩唐
40°44′N 7°44′W / 40.733°N 7.733°W
薩唐（葡萄牙語：Sátão），是葡萄牙的城鎮，位於該國中北部，由維塞烏區負責管轄，始建於1111年，面積201.94平方公里，2011年人口12,444，該城鎮人口密度每平方公里61.62人。

## 友好城市
- 法國 莱叙利斯